# Grabkomplex des Sultans Barqūq

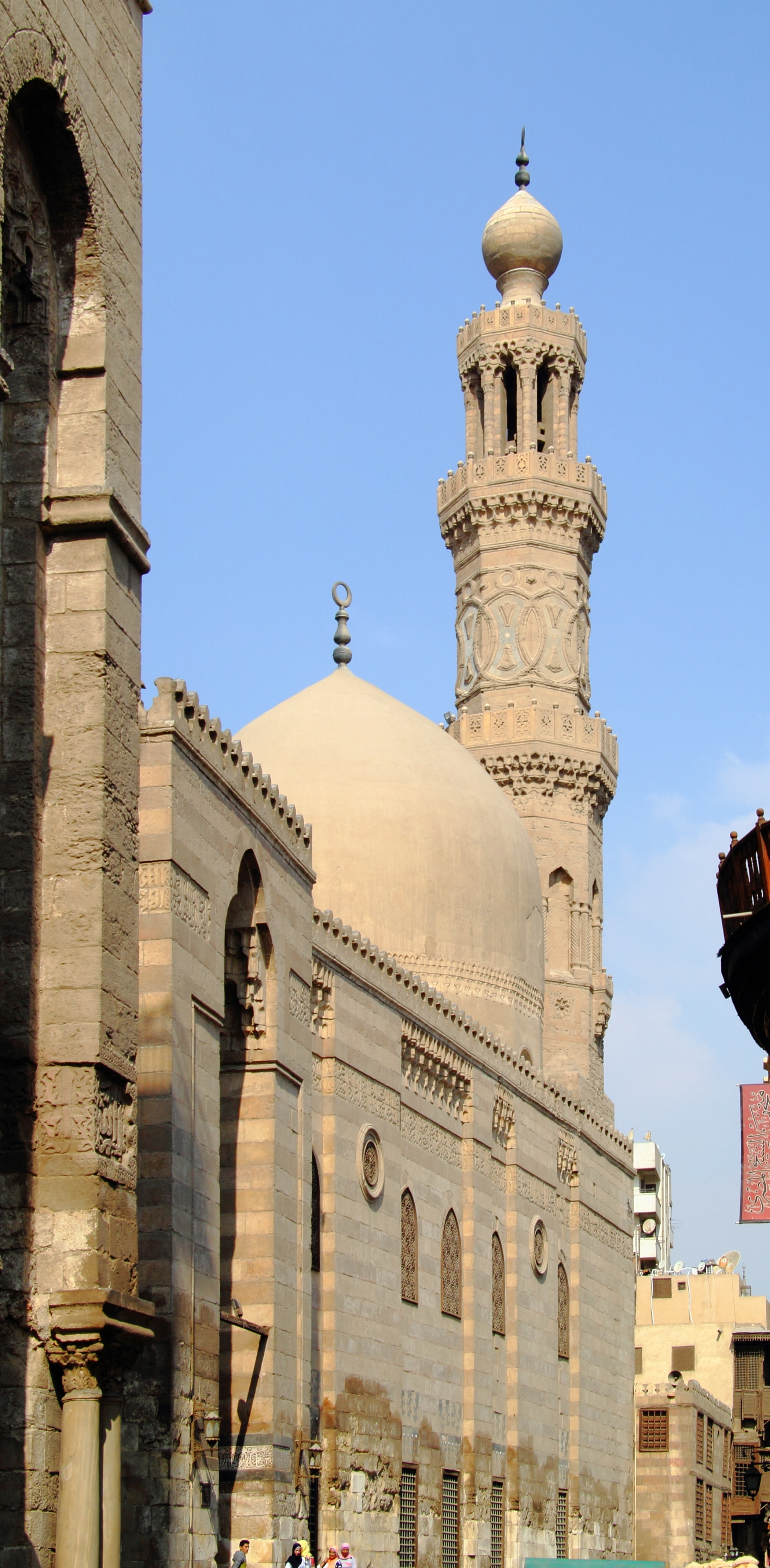
Ansicht von der al-Muizz-Straße: Fassade, Kuppel und Minarett

Der Grabkomplex des Sultan Barquq wurde 1384 bis 1386 in Kairo erbaut. Der Erbauer war Barquq, der von 1382 bis 1399 Sultan in Ägypten war. Der Komplex bestand aus einer Freitagsmoschee, einer Madrasa für 125 Studenten und einer Tekke.
Der Grabkomplex ist heute Bestandteil des historischen Ensembles der al-Muizz-Straße, der die Fassade zugewandt ist. Diese Fassade ist 43 m lang und 18 m hoch. Der Bau steht direkt neben der Madrasa des al-Nasir Muhammed auf der südlichen Seite und einer weiteren Madrasa im Norden. Den Haupteingang bildet ein monumentales Tor mit einer Inschrift. Das Tor ist mit schwarz-weißem Marmor reich dekoriert und hat eine Bronzetür. Der Kern des Grabkomplexes ist ein Hof mit Brunnen, um den sich vier Iwane gruppieren.
Der Haupt-Iwan besteht aus drei Schiffen und wird von vier Säulen getragen. Er hat ein Holzdach, während die anderen Iwane steinerne Gewölbe haben. Das Holzdach des Mittelschiffes ist mit 17,6 × 17,6 das größte freistehende flache Dach dieser Zeit in Kairo.
Im Osten, neben dem Haupt-Iwan, liegt das Mausoleum, in dem aber nicht der Sultan, sondern eine Tochter begraben wurde. Es hatte einst eine mit Blei beschlagene Holzkuppel, die im 19. Jahrhundert durch eine Steinkuppel ersetzt wurde. Daneben steht ein achteckiges, 52,8 m hohes Minarett.
Im hinteren Teil des Komplexes befanden sich Unterkünfte für Studenten. Dieser Teil der Anlage ist heute verfallen.

## Detail-Galerie

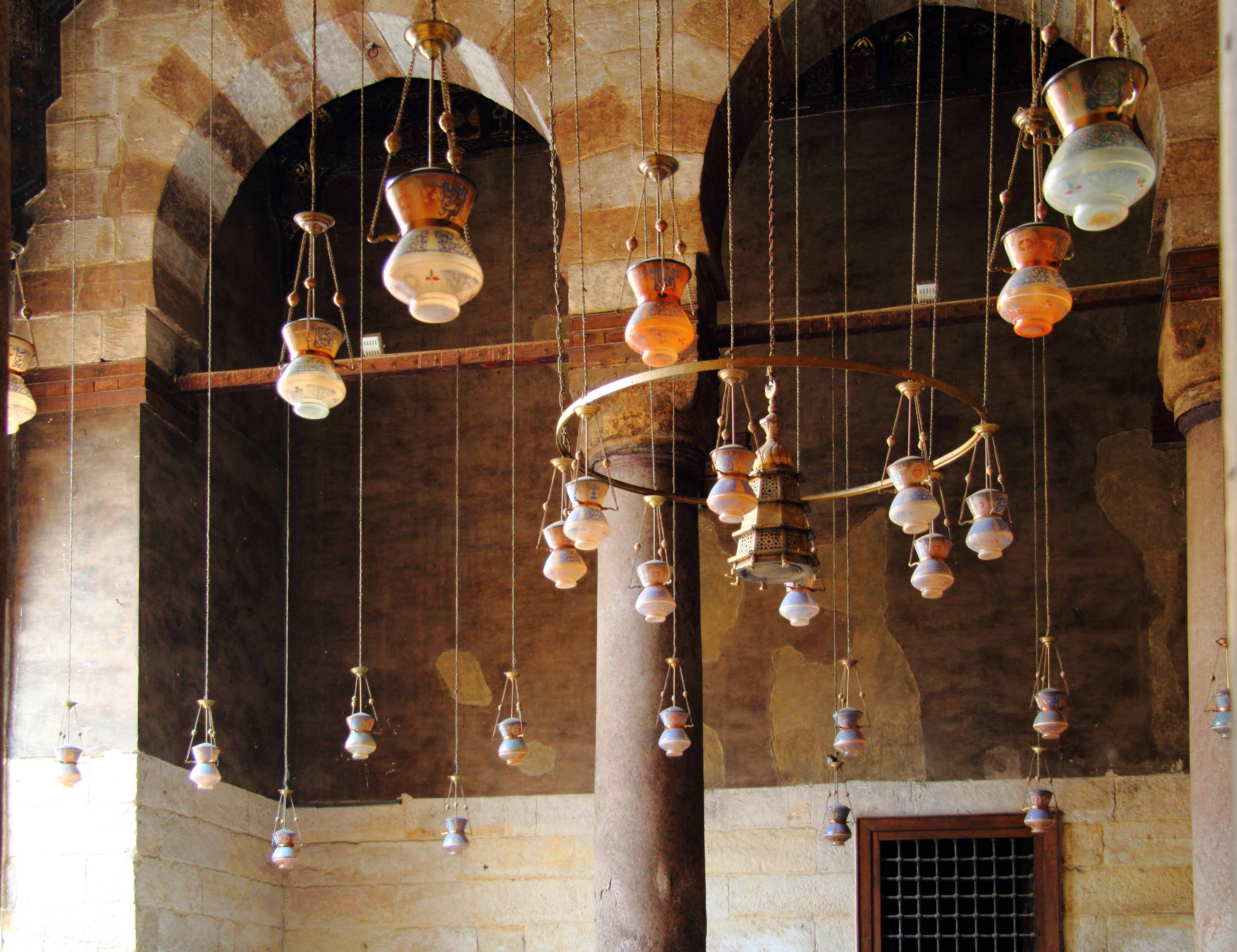
Moscheelampen in der Gebetshalle
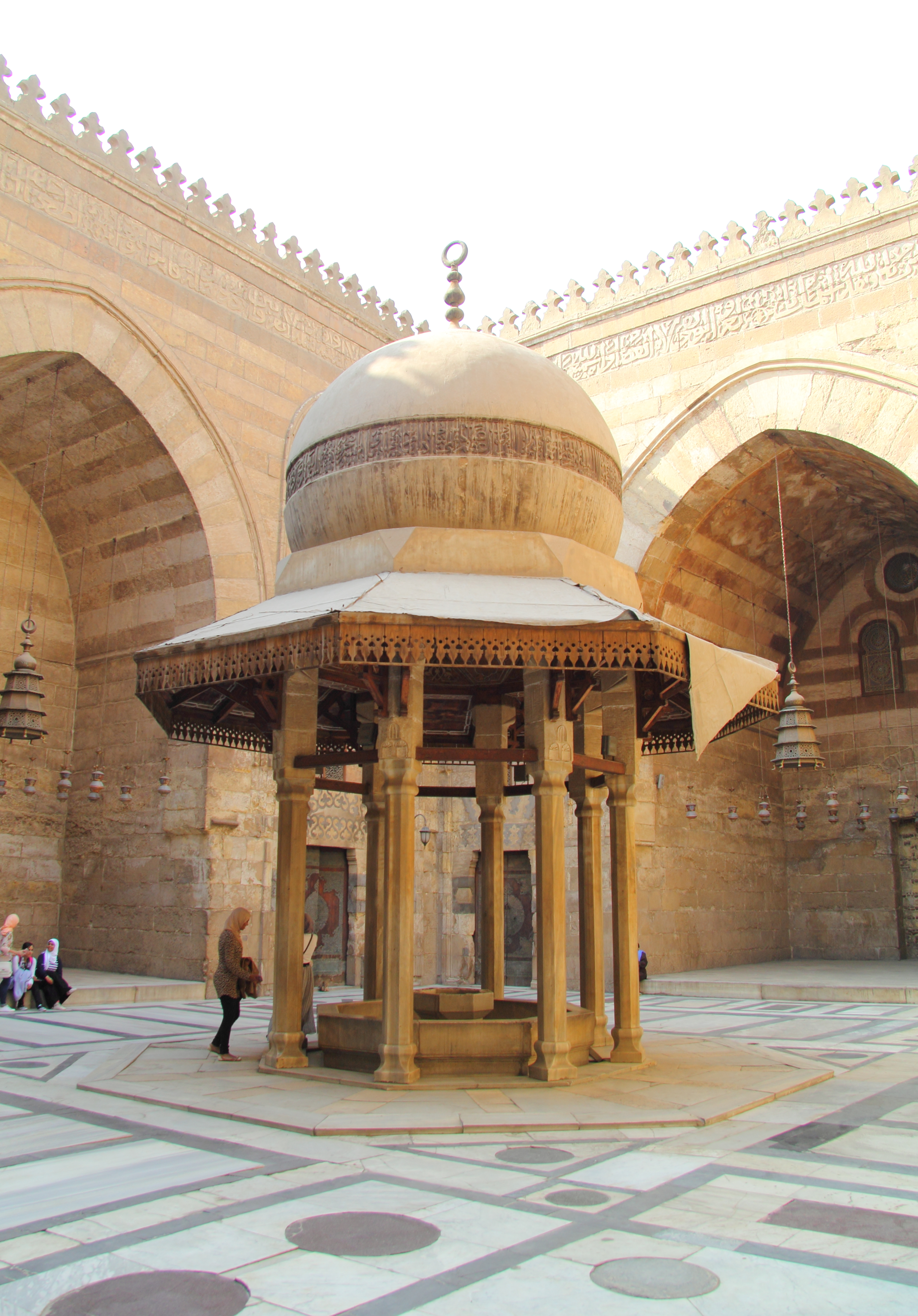
Brunnen für rituelle Waschungen
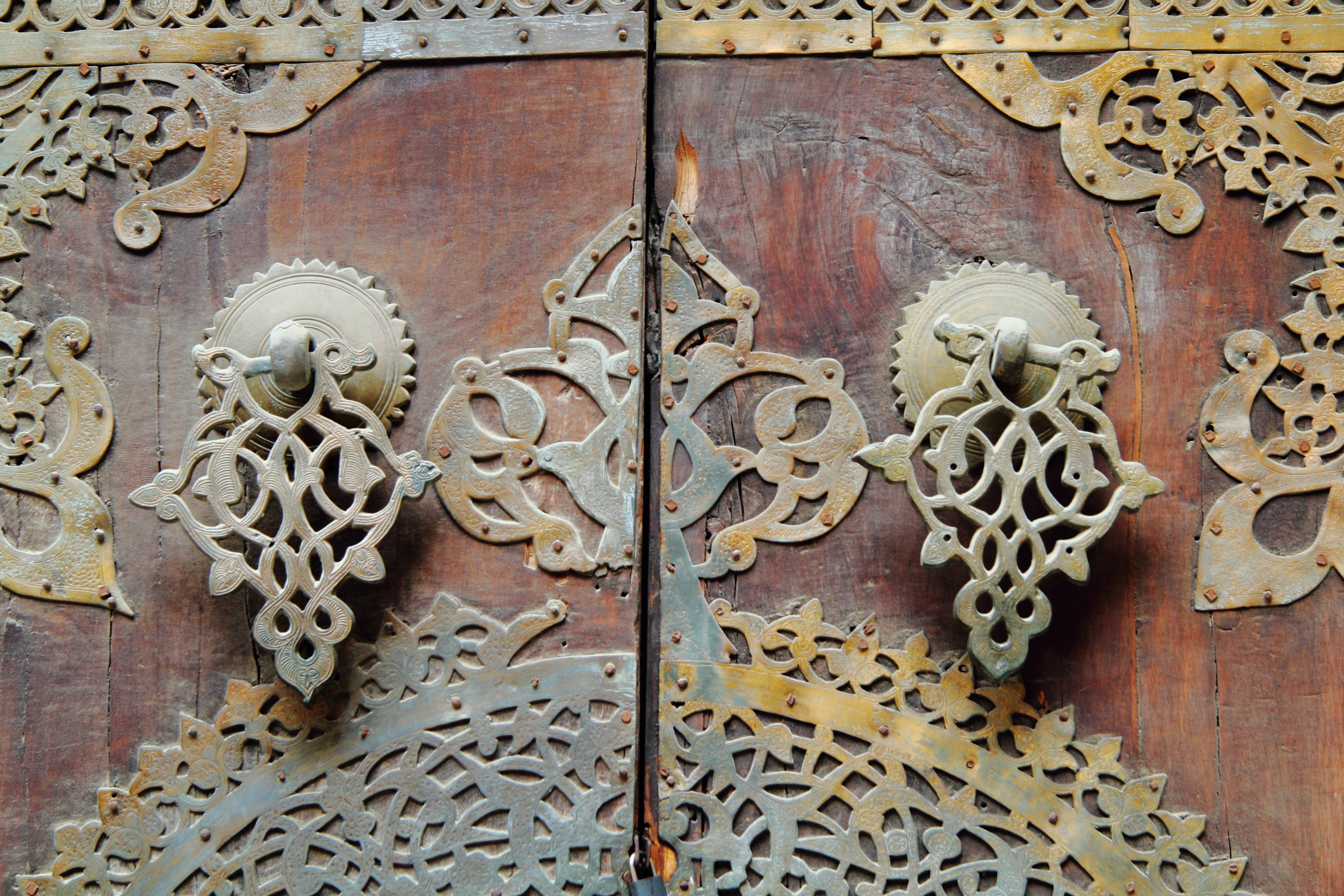
Türbeschläge
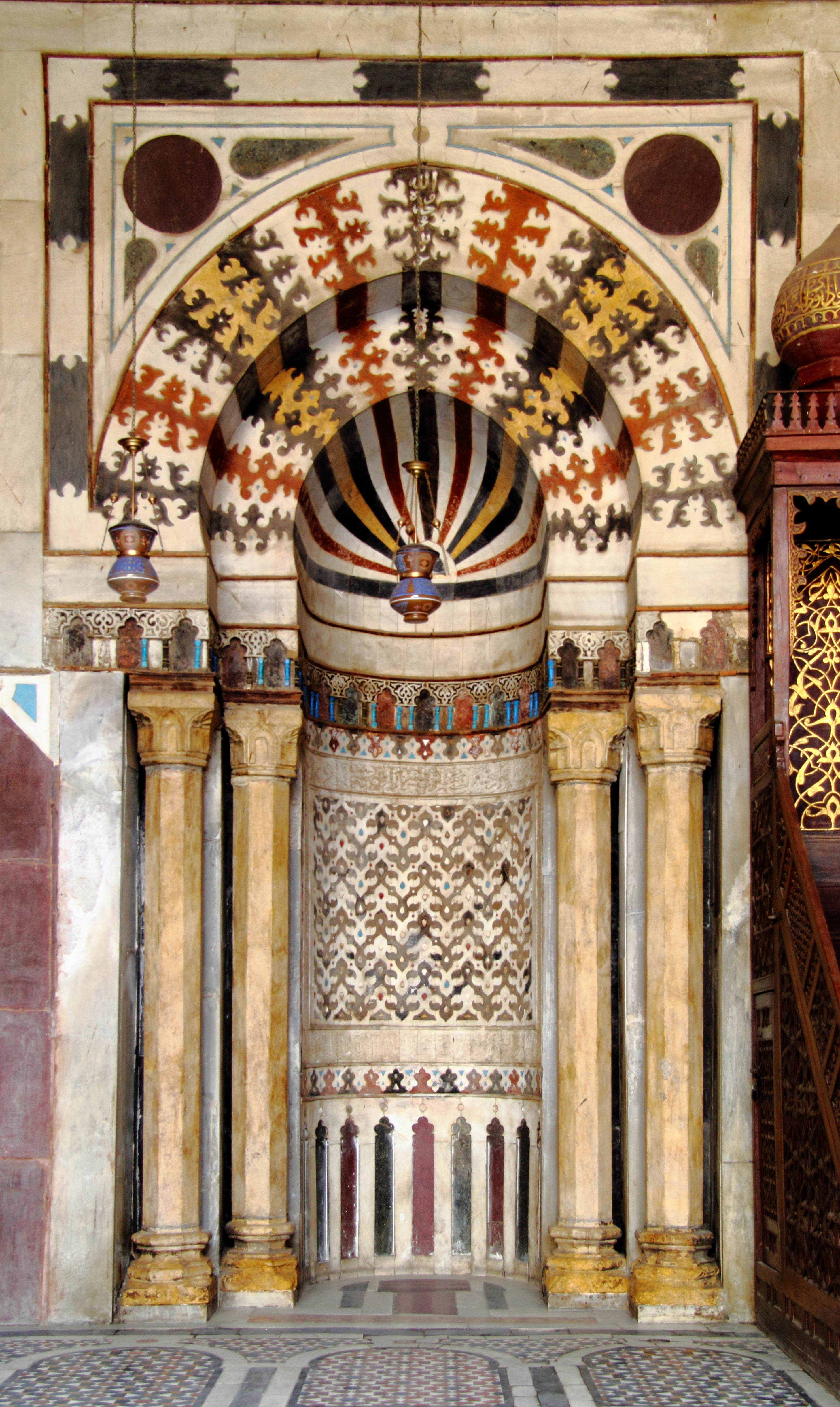
Gebetsnische (Mihrab)
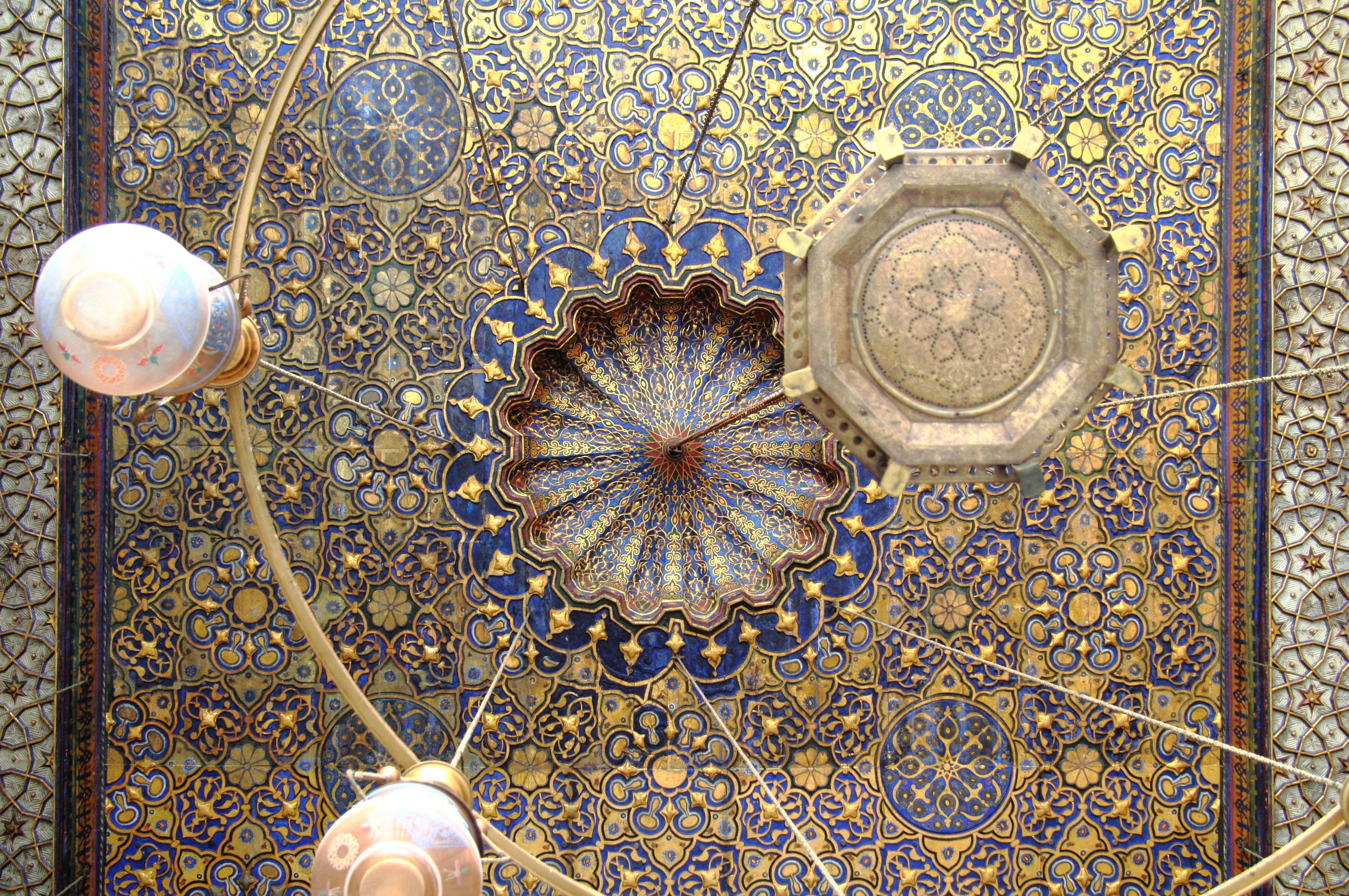
Deckenverzierung
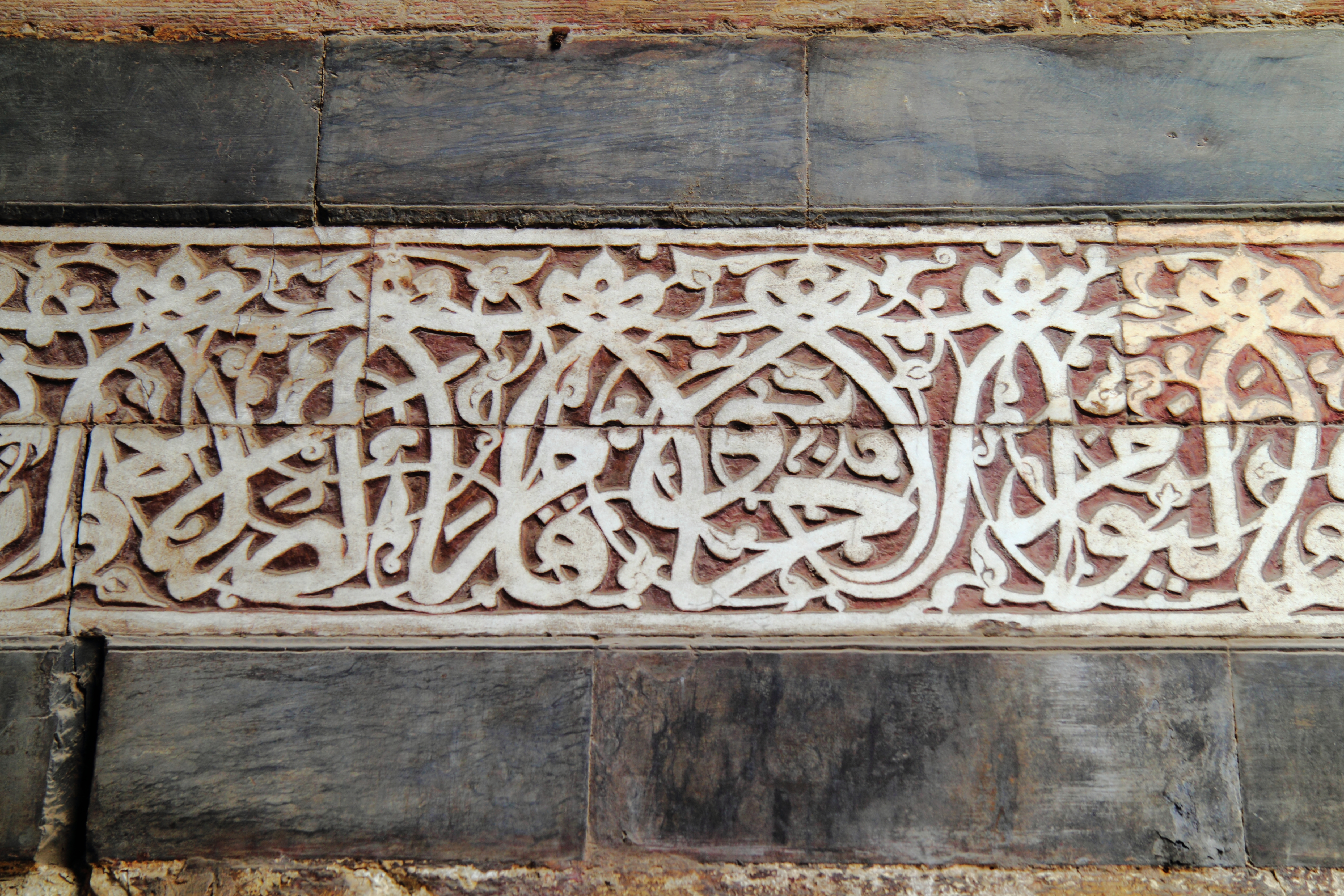
Inschrift an der Moscheewand